# كرة القدم في دورة ألعاب جنوب المحيط الهادي 2007
كرة القدم في دورة ألعاب جنوب المحيط الهادي 2007 أقيمت في ملعب كرة القدم الوطني أبيا عاصمة ساموا من 25 أغسطس إلى 7 سبتمبر 2007 .
تم اعتبار هذه المنافسات الدور الأول من تصفيات أوقيانوسيا المؤهلة إلى الدور الثاني من التصفيات والتي ستكون عبر كأس أوقيانوسيا للمنتخبات 2008 . تم إجراء القرعة في 12 يونيو 2007 في أوكلاند عاصمة نيوزيلندا عبر تيم كاهيل.
عبر الهدف الذي سجله قائد منتخب كاليدونيا بيير واجوكا في الدقيقة التاسعة في مرمى منتخب تاهيتي في المباراة الافتتاحية تم اعتباره أول هدف في التصفيات. بينما تم اعتماد لاعب منتخب جزر سولومون كومينز مينابي صاحب أول هاتريك (3 أهداف) في التصفيات بعدما حققه في مرمى منتخب ساموا الأمريكية. وفي نفس اليوم تم اعتبار لاعب منتخب فيجي أوسيا فاكاتاليساو صاحب أول هاتريك مضاعف بتسجيله 6 أهداف في مرمى منتخب توفالو.

## مسابقة الرجال
شارك في هذا الدور 10 منتخبات. على الرغم من أن منتخب بابوا نيو غينيا ينتمي إلى الاتحاد الدولي لكرة القدم إلا أنه لم يشارك وبالعكس على الرغم من أن منتخب توفالو لا ينتمي إلى الاتحاد الدولي لكرة القدم إلا أنه شارك في هذا الدور.

### تصنيف المنتخبات
| الفئة أ                                                                        | الفئة 2                                                                                |
| ------------------------------------------------------------------------------ | -------------------------------------------------------------------------------------- |
| - فيجي - 153 - تاهيتي - 173 - كاليدونيا الجديدة - 175 - جزر كوك - 198 - توفالو | - جزر سليمان - 161 - فانواتو - 168 - ساموا - 189 - تونغا - 190 - ساموا الأمريكية - 199 |

ملاحظات:
- منتخب توفالو لا ينتمي إلى الاتحاد الدولي لكرة القدم ولا تحتسب نتائجه ضمن تصفيات كأس العالم.
- الأرقام الموجودة بالقرب من اسم المنتخب هو تصنيف المنتخبات الصادر عن الاتحاد الدولي لكرة القدم في فبراير 2007 .

### النتائج

#### المجموعة أ
| المنتخب           | المباريات | الفوز | التعادل | الخسارة | له | عليه | الفارق | النقاط |
| ----------------- | --------- | ----- | ------- | ------- | -- | ---- | ------ | ------ |
| فيجي              | 4         | 3     | 1       | 0       | 25 | 1    | +24    | 10     |
| كاليدونيا الجديدة | 4         | 3     | 1       | 0       | 6  | 1    | +5     | 10     |
| تاهيتي            | 4         | 1     | 1       | 2       | 2  | 6    | −4     | 4      |
| جزر كوك           | 4         | 1     | 0       | 3       | 4  | 9    | −5     | 3      |
| توفالو            | 4         | 0     | 1       | 3       | 2  | 22   | −20    | 1      |

| تاهيتي | 0 – 1   | كاليدونيا الجديدة          |
| ------ | ------- | -------------------------- |
|        | التقرير | بيير واجوكا 9' (ركلة جزاء) |

| فيجي | 16 – 0  | توفالو |
| --- | ------- | ------ |
| روي كريشنا 6' 14' 22' · بينا رابو 11' 34' 45' · بيتا بالييتوغا 17' · مالاكاي تايوا 28' 30' · أوسي فاكاتاليساو 42' 46' 65' 73' 82' 89' · بيني فيناو 68' (ركلة جزاء) | التقرير |        |

| توفالو | 0 – 1   | كاليدونيا الجديدة |
| ------ | ------- | ----------------- |
|        | التقرير | أياميل كابيو 52'  |

| فيجي                                                                                   | 4 – 0   | جزر كوك |
| -------------------------------------------------------------------------------------- | ------- | ------- |
| أوسي فاكاتاليساو 19' · تانييلا واكا 40' · جواسايا بوكاليدي 63' · مالاكاي كينايهيوي 82' | التقرير |         |

| توفالو              | 1 – 1   | تاهيتي              |
| ------------------- | ------- | ------------------- |
| فيليامو سيكايفو 87' | التقرير | أكسيل ويليامز 45+1' |

| كاليدونيا الجديدة          | 3 – 0   | جزر كوك |
| -------------------------- | ------- | ------- |
| أياميل كابيو 35'، 51'، 85' | التقرير |         |

| جزر كوك                                                        | 4 – 1   | توفالو                    |
| -------------------------------------------------------------- | ------- | ------------------------- |
| تياريكي ماتيريكي 28' 69' · توماس لوموتون 88' · كوندا توم 90+3' | التقرير | ستيفين ويليس 83' (بالخطأ) |

| تاهيتي | 0 – 4   | فيجي                                                             |
| ------ | ------- | ---------------------------------------------------------------- |
|        | التقرير | تانييلا واكا 17' · بيتا بالييتوغا 38' · أوسي فاكاتاليساو 49' 73' |

| كاليدونيا الجديدة | 1 – 1   | فيجي                  |
| ----------------- | ------- | --------------------- |
| بيير واجوكا 44'   | التقرير | مالاكاي كينايهيوي 56' |

| جزر كوك | 0 – 1   | تاهيتي             |
| ------- | ------- | ------------------ |
|         | التقرير | تيماري تينوروا 64' |

#### المجموعة ب
| المنتخب         | المباريات | الفوز | التعادل | الخسارة | له | عليه | الفارق | النقاط |
| --------------- | --------- | ----- | ------- | ------- | -- | ---- | ------ | ------ |
| جزر سليمان      | 4         | 4     | 0       | 0       | 21 | 1    | +20    | 12     |
| فانواتو         | 4         | 3     | 0       | 1       | 23 | 3    | +20    | 9      |
| ساموا           | 4         | 2     | 0       | 2       | 9  | 8    | +1     | 6      |
| تونغا           | 4         | 1     | 0       | 3       | 6  | 10   | −4     | 3      |
| ساموا الأمريكية | 4         | 0     | 0       | 4       | 1  | 38   | −37    | 0      |

| جزر سليمان | 12 – 1  | ساموا الأمريكية           |
| --- | ------- | ------------------------- |
| بينجامين توتوري 12' 15' · كومينز مينابي 20' (ركلة جزاء) 41' 75' 82' · هنري فارودو 43' · ستانلي ويتا 58' 85' · غودوين بيبيو 69' · جود موليا 77' · ساسمون تاكاياما 90+2' | التقرير | رامين أوت 55' (ركلة جزاء) |

| فانواتو                                                                        | 4 – 0   | ساموا |
| ------------------------------------------------------------------------------ | ------- | ----- |
| ريتشارد إيوي 21' · جان ناكو نابرابول 43' · مويس بويدا 66' · سيول سورومون 90+2' | التقرير |       |

| جزر سليمان                                             | 4 – 0   | تونغا |
| ------------------------------------------------------ | ------- | ----- |
| كومينز مينابي 5' 12' · هنري فارودو 51' · أليك ميمي 66' | التقرير |       |

| ساموا الأمريكية | 0 – 7   | ساموا |
| --------------- | ------- | --- |
|                 | التقرير | بينيتيتو توموا 24' 51' · ديزموند فايواسو 29' · كريس كاهيل 43' (ركلة جزاء) 67' · دامين فونوتي 61' · جونيور مايكل 76' |

| ساموا الأمريكية | 0 – 15  | فانواتو |
| --------------- | ------- | --- |
|                 | التقرير | مويس بويدا 19' · إيتيان ميرمير 24' 45' 45+1' 68' · فرانسوا ساكاما 43' 79' 90+1' · أندرو تشيتشيروا 56' · ريتشارد إيوي 62' · توم توماك 72' · سيول سورومون 81' 84' 86' 90+2' |

| ساموا                                      | 2 – 1   | تونغا             |
| ------------------------------------------ | ------- | ----------------- |
| ديزموند فايسواسو 45+1' · ليونيل تايلور 83' | التقرير | أونالاتو فياو 54' |

| تونغا                                                                | 4 – 0   | ساموا الأمريكية |
| -------------------------------------------------------------------- | ------- | --------------- |
| لافيل ماولا 37' (ركلة جزاء) · بيو بالو 54' 61' · كيساني أوهاتاهي 86' | التقرير |                 |

| فانواتو | 0 – 2   | جزر سليمان                         |
| ------- | ------- | ---------------------------------- |
|         | التقرير | غودوين بيبيو 60' · هنري فارودو 64' |

| ساموا | 0 – 3   | جزر سليمان                             |
| ----- | ------- | -------------------------------------- |
|       | التقرير | بينجامين توتوري 1' 37' · أليك ميمي 69' |

| تونغا               | 1 – 4   | فانواتو                                     |
| ------------------- | ------- | ------------------------------------------- |
| مالاكاي سافييتي 50' | التقرير | سيول سورومون 24' 34' 41' · فيكتور ماليب 76' |

#### الدور النصف النهائي
| جزر سليمان                          | 2 – 3   | كاليدونيا الجديدة                                         |
| ----------------------------------- | ------- | --------------------------------------------------------- |
| هنري فارودو 40' · كومينز مينابي 47' | التقرير | إيمايل كابيو 37' · بوليدور توتو 54' · يوهان ميرسييه 90+4' |

| فيجي                                                                   | 3 – 0   | فانواتو |
| ---------------------------------------------------------------------- | ------- | ------- |
| بيتا بالييتوغا 44' · أوسي فاكاتاليساو 69' (ركلة جزاء) · روي كريشنا 70' | التقرير |         |

#### مباراة الميدالية البرونزية
| جزر سليمان | 0 – 2   | فانواتو                                 |
| ---------- | ------- | --------------------------------------- |
|            | التقرير | سيول سورومون 45+3' · فرانسوا ساكاما 50' |

#### مباراة الميدالية الذهبية
| كاليدونيا الجديدة | 1 – 0   | فيجي |
| ----------------- | ------- | ---- |
| خوسيه مي 61'      | التقرير |      |

| دورة ألعاب جنوب المحيط الهادي 2007  |
| ----------------------------------- |
| · كاليدونيا الجديدة · للمرة الخامسة |

المنتخبات التي احتلت المراكز الثلاث الأولى كاليدونيا الجديدة ، فيجي ، و فانواتو تأهلوا بالإضافة إلى نيوزيلندا إلى كأس أوقيانوسيا للمنتخبات 2008 .

### مشاكل التأهل

#### توفالو
كثر التسائل حول الحلول المطروزحة لو استطاع منتخب توفالو غير مسجل في الاتحاد الدولي لكرة القدم التأهل إلى الدور الثاني. اتحاد أوقيانوسيا لكرة القدم أصدر بيان رسمي قال فيه بأن المنتخبات التي ستتنافس للتأهل إلى الدور الثاني تتكون من 9 منتخبات فقط مستبعدا توفالو.
لقد كانت سابقة من نوعها مشاركة منتخب لا ينتمي إلى الاتحاد الدولي لكرة القدم في تصفيات بطولة كأس العالم.

#### بابوا غينيا الجديدة
منتخب بابوا غينيا الجديدة كان من المفترض مشاركته في تصفيات الدور الأول ولكن بسبب الخلاف مع السلطات المحلية فقد تقرر استبعاده من المشاركة.

### الهدافون
تم تسجيل 110 أهداف في 24 مباراة بمعدل 4.58 هدف في المباراة الواحدة.
اللاعب بالخط الغامق معناه أن منتخباتهم تأهلت إلى الدور الثاني.
10 أهداف
- أوسي فاكاتاليساو

9 أهداف
- سيول سورومون

7 أهداف
- كومينز مينابي

5 أهداف
- إيمايل كابيو

4 أهداف
| - روي كريشنا - هنري فارودو | - بينجامين توتوري - إيتيان ميرمير | - فرانسوا ساكاما |

3 أهداف
| - بيتا بالييتوغا | - بيتا رابو |  |

هدفين
| - تيريكي ماتياريكي - مالاكاي كينايهيوي - مالاكاي تيوا - تانييلا واكا - بيير واجوكا | - كريس كاهيل - ديزموند فايوسو - بينيتيتو توموا - غودوين بيبيو - أليك ميمي | - ستانلي ويتا - بيو بالو - ريتشارد إيوي - مويس بويدا |

هدف
| - رامين أوت - توماس لوموتون - كوندا توم - جواسايا بوكاليدي - بيني فيناو - خوسيه مي - يوهان ميرسييه - بوليدور توتو | - دامين فونوتي - جونيور مايكل - ليونيل تايلور - جود موليا - سامسون تاكاياما - تيماري تينوروا - أكسيل ويليامز - أونالاتو فياو | - لافيال موالا - مالاكاي سافييتي - كيساني أوهاتاهي - فيليامو سيكيفو - أندرو تشيتشيروا - فيكتور ماليب - جان ناكو نابرابول - توم توماك |

Own goals
- ستيفين ويليس (لصالح  توفالو)

## مسابقة السيدات
تعتبر منافسات هذه المسابقة الدور الأول من تصفيات دورة الألعاب الأولمبية 2008 . تم ادراج منتخب فانواتو ثم تم استبعاده قبل إجراء القرعة.

### تصنيف المنتخبات
| المجموعة أ                                                                                                  | المجموعة ب                                                               |
| --- | ------------------------------------------------------------------------ |
| - بابوا غينيا الجديدة - 59 - فيجي - 77 - جزر كوك - 110 - جزر سليمان - غير مصنف - ساموا الأمريكية - غير مصنف | - تونغا - 55 - تاهيتي - 109 - ساموا - 113 - كاليدونيا الجديدة - غير مصنف |

ملاحظة: الأرقام تدل على تصنيف المنتخب في مارس 2007 والصادر عن الاتحاد الدولي لكرة القدم.

### النتائج

#### المجموعة أ
| المنتخب             | المباريات | الفوز | التعادل | الخسارة | له | عليه | الفارق | النقاط |
| ------------------- | --------- | ----- | ------- | ------- | -- | ---- | ------ | ------ |
| فيجي                | 4         | 4     | 0       | 0       | 11 | 1    | +10    | 12     |
| بابوا غينيا الجديدة | 4         | 3     | 0       | 1       | 14 | 2    | +12    | 9      |
| جزر سليمان          | 4         | 1     | 1       | 2       | 4  | 8    | −4     | 4      |
| جزر كوك             | 4         | 0     | 2       | 2       | 4  | 10   | −6     | 2      |
| ساموا الأمريكية     | 4         | 0     | 1       | 3       | 1  | 13   | −12    | 1      |

| بابوا غينيا الجديدة                                                                                 | 6 – 0   | ساموا الأمريكية |
| --------------------------------------------------------------------------------------------------- | ------- | --------------- |
| بريسيلا كونالالاي 41' 45+1' · ديسلين سينيو 44' · ليديا باناباس 55' · أرا ميدي 68' مارغاريت ألاو 89' | التقرير |                 |

| فيجي                                                           | 4 – 1   | جزر كوك        |
| -------------------------------------------------------------- | ------- | -------------- |
| أسينا ريتا رابو 17' · أونيسي فاتوليلي 57' 70' · ناومي ريغو 78' | التقرير | توبو باتيا 81' |

| ساموا الأمريكية    | 1 – 1   | جزر كوك            |
| ------------------ | ------- | ------------------ |
| إزابيل أوريراو 24' | التقرير | جازمين ماكياسي 63' |

| بابوا غينيا الجديدة                         | 4 – 0   | جزر سليمان |
| ------------------------------------------- | ------- | ---------- |
| ليديا باناباس 12' 44' · كاثي أغونام 65' 72' | التقرير |            |

| ساموا الأمريكية | 0 – 3   | فيجي                                      |
| --------------- | ------- | ----------------------------------------- |
|                 | التقرير | أديلا كوريكابا 45+3' · أونيسي موس 55' 72' |

| جزر كوك             | 1 – 1   | جزر سليمان       |
| ------------------- | ------- | ---------------- |
| تيريموانا هيويه 42' | التقرير | لايدا ساماني 50' |

| جزر سليمان                                            | 3 – 0   | ساموا الأمريكية |
| ----------------------------------------------------- | ------- | --------------- |
| كريستال أني 13' · مارغاريت دودو 39' · ديان جوسوتس 58' | التقرير |                 |

| بابوا غينيا الجديدة | 0 – 1   | فيجي                |
| ------------------- | ------- | ------------------- |
|                     | التقرير | كينيسيمير فانوا 14' |

| جزر كوك            | 1 – 4   | بابوا غينيا الجديدة                                     |
| ------------------ | ------- | ------------------------------------------------------- |
| ريغينا موستونين 1' | التقرير | ليديا باناباس 42' 80' · أرا ميدي 45' · مارغاريت أكا 83' |

| جزر سليمان | 0 – 3   | فيجي                       |
| ---------- | ------- | -------------------------- |
|            | التقرير | أديلي كوريكابا 11' 49' 64' |

#### المجموعة ب
| المنتخب           | المباريات | الفوز | التعادل | الخسارة | له | عليه | الفارق | النقاط |
| ----------------- | --------- | ----- | ------- | ------- | -- | ---- | ------ | ------ |
| تاهيتي            | 3         | 2     | 1       | 0       | 6  | 0    | +6     | 7      |
| تونغا             | 3         | 1     | 2       | 0       | 2  | 0    | +2     | 5      |
| ساموا             | 3         | 1     | 1       | 1       | 2  | 4    | −2     | 4      |
| كاليدونيا الجديدة | 3         | 0     | 0       | 3       | 0  | 6    | −6     | 0      |

| تونغا                | 2 – 0   | كاليدونيا الجديدة |
| -------------------- | ------- | ----------------- |
| بيناتيتي فيك 47' 87' | التقرير |                   |

| تاهيتي                                                                                   | 4 – 0   | ساموا |
| ---------------------------------------------------------------------------------------- | ------- | ----- |
| غلوريا هاواتا 31' · هينيفا بيس 31' (بالخطأ) · ميموسا مارموييت 45+2' · مايما مارموييت 88' | التقرير |       |

| تاهيتي | 0 – 0   | تونغا |
| ------ | ------- | ----- |
|        | التقرير |       |

| كاليدونيا الجديدة | 0 – 2   | ساموا                                |
| ----------------- | ------- | ------------------------------------ |
|                   | التقرير | ناتالي ديفيز 7' · سيمياتو ليمانا 81' |

| كاليدونيا الجديدة | 0 – 2   | تاهيتي                |
| ----------------- | ------- | --------------------- |
|                   | التقرير | غلوريا هاواتا 60' 78' |

| تونغا | 0 – 0   | ساموا |
| ----- | ------- | ----- |
|       | التقرير |       |

#### الدور نصف النهائي
| فيجي | 0 – 1   | تونغا                        |
| ---- | ------- | ---------------------------- |
|      | التقرير | بيناتيتي فيك 80' (ركلة جزاء) |

| بابوا غينيا الجديدة                                                   | 5 – 0   | تاهيتي |
| --------------------------------------------------------------------- | ------- | ------ |
| أرا ميدي 55' · ليديا باناباس 62' 65' · جولي ألاو 80' · ديزي ويناس 85' | التقرير |        |

#### مباراة الميدالية البرونزية
| فيجي                | 1 – 0   | تاهيتي |
| ------------------- | ------- | ------ |
| أونيسي فاتوليلي 49' | التقرير |        |

#### مباراة الميدالية الذهبية
| تونغا            | 1 – 3 (وقت إضافي) | بابوا غينيا الجديدة                                 |
| ---------------- | ----------------- | --------------------------------------------------- |
| بيناتيتي فيك 21' | التقرير           | ديزي ويناس 69' · أرا ميدي 108' · ليديا باناباس 119' |